# 弓崎恭平
弓崎 恭平（ゆみさき きょうへい、1992年10月30日 - ）は、福岡県出身の元プロサッカー選手。ポジションはディフェンダー。

## 来歴
福岡大学サッカー部時代の2013年1月に、全日本大学サッカー選手権大会での準優勝に貢献。大学の同期に大武峻、武内大、山崎凌吾らがいた。
2014年7月28日、2015年シーズンからのギラヴァンツ北九州加入内定が発表され、翌月8月13日には特別指定選手となったため2014年シーズンからの試合出場も可能となった。
結局プロとしては正式入団後からの出場となり、出場機会こそなかなか恵まれなかったものの数少ない地元出身選手として貴重な存在だった。しかし、プロ初ゴールを挙げてから1か月経たないうちに「雇止め」退団が発表され、同年12月に行われたJリーグ合同トライアウトに出場。
同年の大晦日に漸くカターレ富山への移籍が決定した。
2018年は、J3リーグ戦では9試合のみの出場にとどまり、天皇杯1回戦対おこしやす京都AC戦で決勝ゴールとなる先制点を決めたものの、同年の公式戦におけるゴールはこの1回のみ、1シーズンで契約満了となった。
同年12月12日、フクダ電子アリーナで行われたJリーグ合同トライアウトに出場するも、現役を引退した。

## 所属クラブ
- 1999年 - 2004年 おんがSC
- 2005年 - 2007年 アビスパ福岡U-15
- 2008年 - 2010年 東海大学付属第五高等学校
- 2011年 - 2014年 福岡大学
  - 2014年8月 - 同年12月 ギラヴァンツ北九州（特別指定選手）
- 2015年 - 2017年  ギラヴァンツ北九州
- 2018年  カターレ富山

## 個人成績
| 国内大会個人成績 | 国内大会個人成績 | 国内大会個人成績 | 国内大会個人成績 | 国内大会個人成績 | 国内大会個人成績 | 国内大会個人成績 | 国内大会個人成績 | 国内大会個人成績 | 国内大会個人成績 | 国内大会個人成績 | 国内大会個人成績 |
| 年度             | クラブ           | 背番号           | リーグ           | リーグ戦         | リーグ戦         | リーグ杯         | リーグ杯         | オープン杯       | オープン杯       | 期間通算         | 期間通算         |
| 年度             | クラブ           | 背番号           | リーグ           | 出場             | 得点             | 出場             | 得点             | 出場             | 得点             | 出場             | 得点             |
| 日本             | 日本             | 日本             | 日本             | リーグ戦         | リーグ戦         | リーグ杯         | リーグ杯         | 天皇杯           | 天皇杯           | 期間通算         | 期間通算         |
| ---------------- | ---------------- | ---------------- | ---------------- | ---------------- | ---------------- | ---------------- | ---------------- | ---------------- | ---------------- | ---------------- | ---------------- |
| 2011             | 福岡大           | 5                | -                | -                | -                | -                | -                | 0                | 0                | 0                | 0                |
| 2012             | 福岡大           | 26               | -                | -                | -                | -                | -                | 2                | 0                | 2                | 0                |
| 2013             | 福岡大           | 6                | -                | -                | -                | -                | -                | 2                | 0                | 2                | 0                |
| 2014             | 福岡大           | 6                | -                | -                | -                | -                | -                | 2                | 0                | 2                | 0                |
| 2015             | 北九州           | 16               | J2               | 6                | 0                | -                | -                | 2                | 0                | 8                | 0                |
| 2016             | 北九州           | 16               | J2               | 0                | 0                | -                | -                | 0                | 0                | 0                | 0                |
| 2017             | 北九州           | 16               | J3               | 10               | 1                | -                | -                | 1                | 0                | 1                | 0                |
| 2018             | 富山             | 16               | J3               | 9                | 0                | -                | -                | 1                | 1                | 10               | 1                |
| 通算             | 日本             | 日本             | J2               | 6                | 0                | -                | -                | 2                | 0                | 8                | 0                |
| 通算             | 日本             | 日本             | J3               | 19               | 1                | -                | -                | 2                | 1                | 21               | 2                |
| 通算             | 日本             | 日本             | 他               | -                | -                | -                | -                | 6                | 0                | 6                | 0                |
| 総通算           | 総通算           | 総通算           | 総通算           | 25               | 1                | -                | -                | 10               | 1                | 35               | 2                |

- Jリーグ初出場 - 2015年9月20日 J2第32節 対ジェフ千葉戦（本城）
- Jリーグ公式戦初ゴール - 2017年11月5日 J3第30節 対栃木SC戦（ミクニワールドスタジアム北九州）

## 代表歴
- 2012年 九州学生選抜[要出典]
- 2013年 九州学生選抜